# Schildvoet
Een schildvoet (Frans: "Champagne") is in de heraldiek een deel van een wapenschild. In de heraldiek kent men de onderstaande dertien verschillende schildvoeten die ieder op hun beurt ook losstaand kunnen worden aangebracht. Het is mogelijk om op de gegeven voorbeelden te variëren en ze te combineren zodat er vele honderden schildvoeten kunnen worden getekend.
De schildvoet bevindt zich uiteraard onder op het schild; bovenaan vindt met het schildhoofd.
Deze generieke wapens zijn voorbeelden. De schildvoeten zijn ingekleurd.

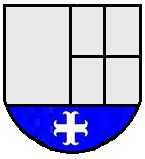
Schildvoet
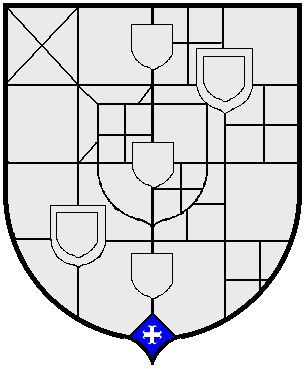
Soms in het ingewikkelde wapen van een oude dynastie alleen nog in de schildvoet ruimte voor een extra veld.
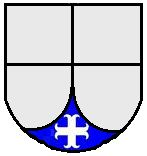
Schildvoet met ingedreven punt
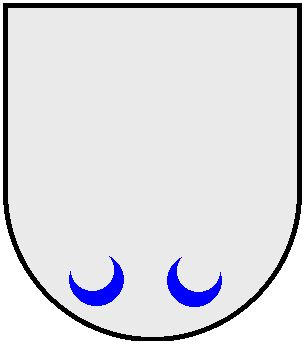
Twee wassenaars in de schildvoet
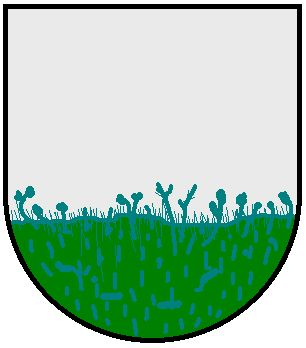
Terrasse van gras of andere grond
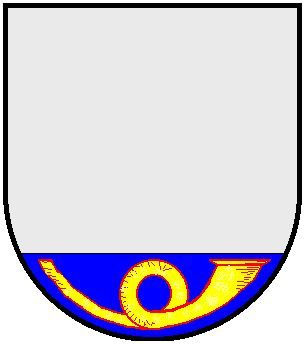
Schildvoet beladen met een hoorn.
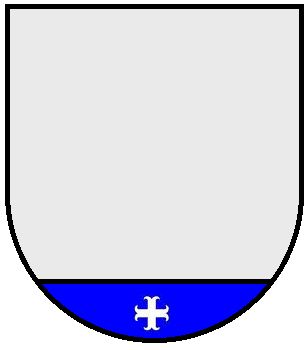
"Plaine" of verkleinde schildvoet
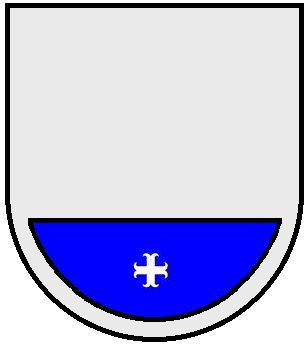
Losstaande schildvoet
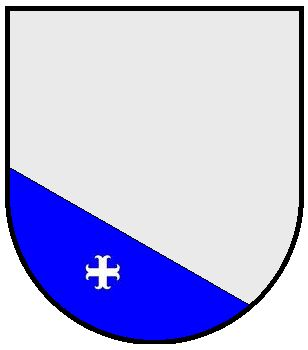
Hoeksgewijze schildvoet
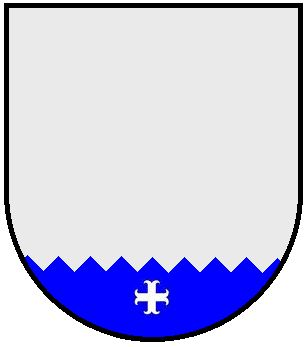
Gekartelde schildvoet
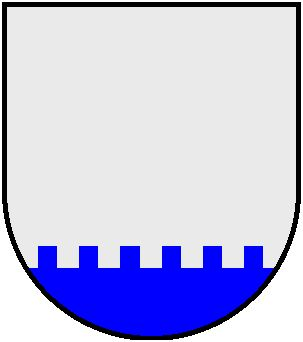
getinneerde of gekanteelde schildvoet.
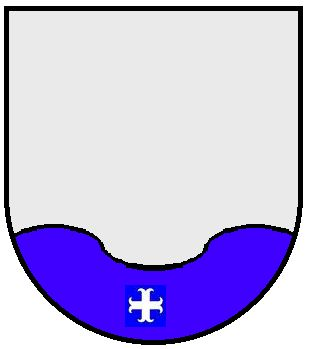
Gegolfde schildvoet
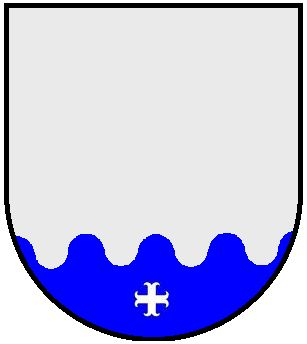
Een gegolfde schildvoet
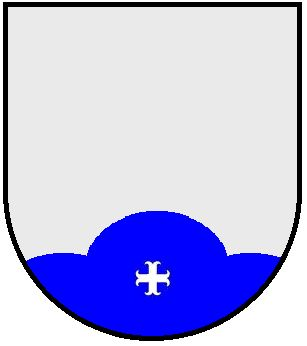
Drieberg als schildvoet.

adelaar · Agnus Dei · alliantiewapen · andreaskruis · ankerkruis · armoriaal · baldakijn · barensteel · bezant · Bourgondisch kruis · brisure · cartouche · centaur · cordelière · dekkleed · dorpsvlag · dorpswapen· drieberg · dubbelkoppige adelaar · dwarsbalk · fleur de lis · fleuron · Friese adelaar · gaande leeuw · gecarteleerd · Gelderse leeuw · gepaald · gravenkroon · groot wapen · griffioen · hartschild · helmkroon · helmteken · heraldische kleur · herautstuk · hermelijn · hoed · Hollandse tuin · huismerk · Jeruzalemkruis · karbonkel · keizerskroon · keper · koek · kromstaf · kroon · krukkenkruis · kwartier · kwartileren · kwartierzoom · leeuw · markiezenkroon · merlet · molenijzer · motto · muurkroon · nassaublauw · natuurlijke kleur · Nederlandse leeuw · Nederlandse Maagd · ombrellino · ordeketen · palen · pentagram · pijlenbundel · raadselwapen · raaf · respectant · riddertoernooi · rijksbanier · rijkskleuren · rijksstandaard · rijkswapen · roos · Rudolfinische keizerskroon · Saksenros · Saladins Adelaar · scharlakenrood · schildhoofd · schildhouder · schildvoet · schildzoom · schoof · schuinbalk · schuinstreep sinister · sinister · sleutels van Petrus · socialistische heraldiek · sprekend wapen · stadskleuren · standaard · stedenmaagd · ster · tinctuur · vair · vermeerdering · vlag · vorstenhoed · vrijheidshoed · vrijkwartier · vrouwenwapen · wapen · wapenbelasting · Wapenboek Beyeren · Wapenboek Gelre · wapenbord · wapendiploma · wapendier · wapenkast · wapenkoning · wapenmantel · wapenrecht · wapenrol · wapenstier · wapentent · wassende en afnemende maan · Waterlandse zwaan · Westfriese boomwapens · wildeman · wolfsangel · wrong